# Volley Ball Club Mondovì
Il Volley Ball Club Mondovì è una società pallavolistica maschile italiana con sede a Mondovì: milita nel campionato di Serie A2.

## Storia
Il Volley Ball Club Mondovì nasce nel 1972 con il nome di Polisportiva Monregalese e partecipa inizialmente a campionati di carattere provinciale e regionale, disputando le partite casalinghe alla Palestra del Collegio Vescovile; in pochi anni scala le varie categorie, assume la denominazione attuale, vince un torneo di Serie D e successivamente, con il primo posto nella Serie C 1977-78, approda per la prima volta in Serie B e sposta il proprio campo da gioco al PalaItis.
Dopo alcune stagioni in quella che all'epoca era la terza categoria nazionale e la vittoria della Coppa di Lega di Serie B nell'edizione 1982-83, il VBC Mondovì conquista la promozione in Serie A2 nel campionato 1983-84: nella prima stagione fra i professionisti la squadra ottiene il settimo posto la salvezza, mentre nell'annata successiva migliora di una posizione ed esordisce in Coppa Italia, uscendo al turno preliminare; la terza stagione nel campionato cadetto coincide con la retrocessione. Terminato il triennio in Serie A2 la società non riesce più a centrare la promozione, disputando per molti anni i campionati di Serie B1 e B2 senza mai abbandonare i tornei nazionali, eccezion fatta per la stagione 2006-07 in Serie C.
A trent'anni di distanza dall'ultima partecipazione alla seconda divisione nazionale il VBC Mondovì ottiene il diritto di disputare la Serie A2 2015-16 grazie alla vittoria nei play-off promozione del campionato di Serie B1 2014-15.

## Rosa 2021-2022
| N° | Nome              | Ruolo | Data di nascita  | Nazionalità sportiva |
| -- | ----------------- | ----- | ---------------- | -------------------- |
| 1  | Dante Chakravorti | P     | 20 agosto 1997   | Italia               |
| 4  | Filippo Camperi   | S     | 29 novembre 2003 | Italia               |
| 9  | Mattia Raffa      | L     | 4 giugno 1996    | Italia               |
| 10 | Mattia Fenoglio   | L     | 24 dicembre 2000 | Italia               |
| 10 | Matteo Lusetti    | P     | 6 agosto 2002    | Italia               |
| 11 | Giuseppe Boscaini | S     | 11 ottobre 1986  | Italia               |
| 11 | Matteo Caldano    | C     | 28 aprile 2002   | Italia               |
| 12 | Giole Borsarelli  | C     | 7 maggio 2002    | Italia               |
| 12 | Stefano Catena    | C     | 22 marzo 1992    | Italia               |
| 14 | Lorenzo Gecchele  | S     | 14 dicembre 2002 | Italia               |
| 16 | Victorio Ceban    | C     | 22 novembre 2001 | Italia               |
| 17 | Riccardo Mazzon   | S     | 31 gennaio 1996  | Italia               |
| 18 | Nicola Cianciotta | C     | 8 aprile 1997    | Italia               |
|    | Arinze Nwachukwu  | O     | 15 agosto 2002   | Nigeria              |
|    | Matteo Meschiari  | S     | 3 luglio 2002    | Italia               |